# Светлое будущее (партия)
Светлое будущее (исл. Björt framtíð) — исландская леволиберальная партия. Партия является членом Альянса либералов и демократов за Европу (АЛДЕ) и имеет связи с группой АЛДЕ в Европейском парламенте.

## История
Партия была основана 4 февраля 2012 года. Перед выборами в 2013 году, в партию вошли депутаты Гудмундур Стеингримссон (перешел из Прогрессивной партии) и Роберт Маршалл (перешел из Социал-демократического альянса). Гудмундур был избран депутатом от Прогрессивной партии, но вышел из неё, став независимым депутатом. В 2012 году произошло слияние Светлого будущего с «анархо-сюрреалистической» Лучшей партией (Besti flokkurinn) Йона Гнарра, от последней партия получила аббревиатуру «BF». Партия была создана для участия в парламентских выборах 2013 года, в результате которых получила 6 депутатских мест, став пятой по величине в парламенте. Однако, позже её популярность в общественных опросах снизилась.
В выборах 2016 года набрала 7,2% голосов и получила 4 места.

## Идеология
Партия поддерживает вступление Исландии в Европейский союз и переход на евро.

## Участие в выборах
| Выборы | Голоса | %     | Количество мест | +/– | Место | Правительство |
| ------ | ------ | ----- | --------------- | --- | ----- | ------------- |
| 2013   | 15 583 | 8,25% | 6 из 63         | ▲ 6 | ▲ 5   | Оппозиция     |
| 2016   | 13 578 | 7,2%  | 4 из 63         | ▼ 2 | ▼ 6   | Коалиция      |